# Karma (canção de Anxhela Peristeri)
"Karma" é uma canção da cantora e compositora albanesa Anxhela Peristeri. Foi composta por Kledi Bahiti e escrita por Olti Curri, com a produção a cargo de Bahiti e Dimitris Kontopoulos. A canção foi lançada como single para download digital e streaming em vários países a 9 de março de 2021 pela Radio Televizioni Shqiptar (RTSH) e pela Universal. Incorporando elementos modernos e tradicionais, é uma balada pop de influência balcânica apoiada por instrumentos de corda. A letra da canção, em albanês, faz referência ao princípio do karma, retratando a agitação interior de uma mulher que encontra dentro de si a culpa pelo desmoronamento do seu mundo.
A canção representou a Albânia no Festival Eurovisão da Canção de 2021, em Roterdão, nos Países Baixos, depois de ter vencido o formato de seleção nacional Festivali i Këngës, em dezembro de 2020. Durante o concurso, em maio de 2021, a Albânia terminou em 10.º lugar na segunda semi-final, com 112 pontos, e qualificou-se para a final, terminando em 21.º lugar com 57 pontos. A atuação de Anxhela Peristeri, em tons de vermelho, preto e turquesa, incluiu nuvens de fumo e uma exibição de luzes alternadas intermitentes, com os ecrãs LED a criarem uma atmosfera de tempestade.

## Descrição
A canção foi inicialmente apresentada no canal YouTube da emissora albanesa Radio Televizioni Shqiptar (RTSH) a 16 de novembro de 2020. Anxhela Peristeri interpretou Karma ao vivo pela primeira vez a 21 de dezembro de 2020, na 59.ª edição do Festivali i Këngës. Acabou por triunfar na noite final dois dias depois, tornando-se por direito a representante albanesa na próxima edição da Eurovisão. Depois de se ter qualificado na segunda semi-final, Anxhela Peristeri interpretou Karma na final da Eurovisão, onde ficou em 21º lugar entre 26 participantes, com 57 pontos.
A versão original da canção, com música de Kledi Bahiti e letra de Olti Curri, foi lançada em plataformas digitais na Albânia a 26 de janeiro de 2021 pela Fole Publishing; a versão eurovisiva de Karma, que manteve a letra original em albanês e foi lançada à escala mundial, foi revelada pela emissora RTSH a 1 de março de 2021 e lançada em plataformas digitais no dia 9 de março seguinte pela Universal Music da Austria.